# The Odyssey (Symphony X)
The Odyssey è il sesto album dei Symphony X, pubblicato nel 2002.
Al contrario del precedente album in studio, non si tratta di un concept. Contiene però una lunga suite che musica la trama dell'Odissea di Omero, tentando con successo di ripetere le fortunate sorti di The Divine Wings of Tragedy.

## Tracce
1. Inferno (Unleash the Fire) – 5:32 (testo: Russell Allen, Michael Romeo – musica: Romeo)
2. Wicked – 5:32 (testo: Allen – musica: Romeo)
3. Incantations of the Apprentice – 4:22 (testo: Allen – musica: Romeo)
4. Accolade II – 7:53 (testo: Allen – musica: Michael Lepond, Michael Pinnella, Romeo)
5. King of Terrors – 6:19 (testo: Allen, Romeo, Jason Rullo – musica: Romeo, Pinnella)
6. The Turning – 4:44 (testo: Allen, Romeo – musica: Lepond, Romeo)
7. Awakenings – 8:21 (testo: Allen, Romeo – musica: Lepond, Pinnella, Romeo)
8. The Odyssey – 24:09 (testo: Allen, Lepond, Romeo – musica: Romeo)

Edizione limitata
1. Masquerade '98 – 6:01

Tracce bonus dell'edizione giapponese
1. Masquerade '98 – 6:01
2. Frontiers – 4:50

## Formazione
- Russell Allen - voce
- Michael Romeo - chitarra
- Michael Lepond - basso
- Michael Pinnella - tastiere
- Jason Rullo - batteria